# Absorção (psicologia)
Absorção é uma disposição ou traço de personalidade em que uma pessoa se torna absorvida em suas imagens mentais, particularmente na fantasia. Este traço, portanto, correlaciona-se altamente com uma personalidade propensa à fantasia. A pesquisa original sobre absorção foi do psicólogo americano Auke Tellegen. O construto da absorção foi desenvolvido para relacionar as diferenças individuais na hipnotização com aspectos mais amplos da personalidade. A absorção tem uma correlação variável com a hipnotizabilidade (r = 0,13-0,89) talvez porque, além de amplas disposições de personalidade, fatores situacionais têm um papel importante no desempenho em testes de suscetibilidade hipnótica. A absorção é um dos traços avaliados no Questionário de Personalidade Multidimensional.

## Medição
A absorção é mais comumente medida pela Escala de Absorção Tellegen. Várias versões desta escala estão disponíveis, sendo a mais recente de Graham Jamieson, que fornece uma cópia de sua escala modificada. A escala compreende nove clusters ou subescalas de conteúdo:
- responsividade a estímulos envolventes
- responsividade a estímulos indutivos
- pensamento imagético
- capacidade de convocar imagens vívidas e sugestivas
- experiências intermodais - por exemplo: sinestesia
- absorção em pensamentos e imaginações
- memórias vivas do passado
- episódios de consciência expandida
- estados alterados de consciência

## Relação com outros traços de personalidade
A absorção está fortemente correlacionada com a abertura à experiência. Estudos usando análise fatorial sugeriram que as facetas de fantasia, estética e sentimentos da escala NEO PI-R Openness to Experience estão intimamente relacionadas à absorção e predizem a hipnotização, enquanto as três escalas restantes de ideias, ações e valores não estão relacionadas a esses construtos. A absorção não está relacionada à extroversão ou neuroticismo. Um estudo encontrou uma correlação positiva entre absorção e necessidade de cognição. A absorção tem uma forte relação com a autotranscendência no Inventário de Temperamento e Caráter.

## Experiência emocional
A absorção pode facilitar tanto a experiência de emoções positivas quanto negativas. Experiências positivas facilitadas pela absorção incluem o prazer da música, da arte e da beleza natural (por exemplo, do pôr do sol) e formas agradáveis de devaneios. A absorção também tem sido associada a formas de desajuste, como a frequência de pesadelos e a sensibilidade à ansiedade e sintomas dissociativos. A absorção pode amplificar sintomas somáticos menores, levando a um risco aumentado de condições associadas à hipersensibilidade a sensações corporais internas, como transtornos somatoformes e transtorno do pânico.